# Somerville College Chapel
Somerville College Chapel is de kapel van Somerville College, een college van de Universiteit van Oxford. De geschiedenis, architectuur en kunstwerken van de kapel geven waardevolle inzichten in de religieuze, intellectuele en culturele wortels van wat later een wereldwijde norm zou worden.
De kapel is grotendeels gebouwd met de donaties van alumna Emily Georgiana Kemp in 1935 en is ontworpen door de architect Courtenay Theobald. Tijdens Kemps reizen kreeg ze interesse in het christendom en de veelomvattende beschouwing ervan. Hoewel Kemp de kapel wel aan Christus wilde wijden, behoort de kapel, net zoals Somerville College, niet tot een bepaald kerkgenootschap en is dus niet-confessioneel. Dit is uniek voor de universiteit, aangezien de meeste collegekapels anglicaans of katholiek zijn.
De kapel is gemaakt van natuurstenen parementblokken en staat tegenover de Somerville College Library, aan de zuidkant van de main quadrangle. De Russisch-Franse kunstenaar Antoine Pevsner beschreef de kapel als kaal, parement, drie ramen en een smal altaar - op een of andere manier een ongeliefd uiterlijk.
De Oudgriekse inscriptie aan de buitenkant leest ΟΙΚΟΣ ΠΡΟΣΕΥΧΗΣ ΠΑΣΙ ΤΟΙΣ ΕΘΝΕΣΙΝ (een gebedshuis voor alle volken), een citaat uit het boek van Jesaja (56:7), waarnaar Jezus verwijst in het Evangelie volgens Matteüs.

## Gebruik
De kapel heeft geen kapelaan maar een directeur (Chapel Director) vanwege de niet-confessionele traditie van het college. De huidige directeur is Brian McMahon. De kapel biedt mogelijkheden voor christelijke erediensten en nodigt daarnaast sprekers uit met verschillende religieuze perspectieven met meerdere geloofsovertuigingen, zoals taoïsten, moslims en atheïsten. Onder andere Alister McGrath, Shirley Williams, Kallistos Ware, Andrew Copson en Rosamund Bartlett zijn hier komen spreken.
Elke ochtend is er om negen uur een halfuur stiltetijd, op dinsdagen wordt het rozenkransgebed uitgesproken, op woensdagen vinden er meditatielessen plaats en op vrijdagen wordt er een gebed gehouden. Verder vinden er regelmatig bruiloften plaats, voornamelijk van alumni.

## Orgel
Het orgel van de kapel is in 1937 gemaakt door Harrison & Harrison in Durham en is tevens ontworpen door Theobald. Nobelprijswinnaar Albert Schweitzer fungeerde als orgeladviseur en raadde een orgel aan in de neobarokke stijl zoals destijds populair was in de zogenoemde Orgelbewegung uit de Elzas. Het college stemde echter toch voor een orgel in de stijl van de romantiek. Het orgel is van eikenhout en is in 2012 gerenoveerd. Ook heeft de kapel een Bechstein-piano, twee klavecimbels van Robert Goble en een draagbare digitale piano.

## Koor van Somerville College
Het eminente koor van het college (de Choir of Somerville College), oefent in de kapel en zingt er elke zondagavond in. Het koor werd in zijn huidige vorm opgericht in 2001 door Francis Knight en Sam Bayliss. Het is een gemengd koor en wordt begeleid door de Director of Chapel Music Will Dawes. Het koor biedt ook studentenbeurzen, namelijk Organ Scholarships en vijf Choral Exhibitions.
Het koor reist regelmatig rond in het buitenland, zoals Duitsland (2005 en 2009), Italië (2010) en de Verenigde Staten (2014 en 2016), waar zij onder andere zongen in de Washington National Cathedral. Het koor heeft twee cd's onder de platenlabel Stone Records uitgebracht, namelijk Requiem Aeternam (2012) en Advent Calendar (2013).